# Belver de Cinca
Belver de Cinca è un comune spagnolo di 1 317 abitanti situato nella comunità autonoma dell'Aragona.